# ضبط صوت

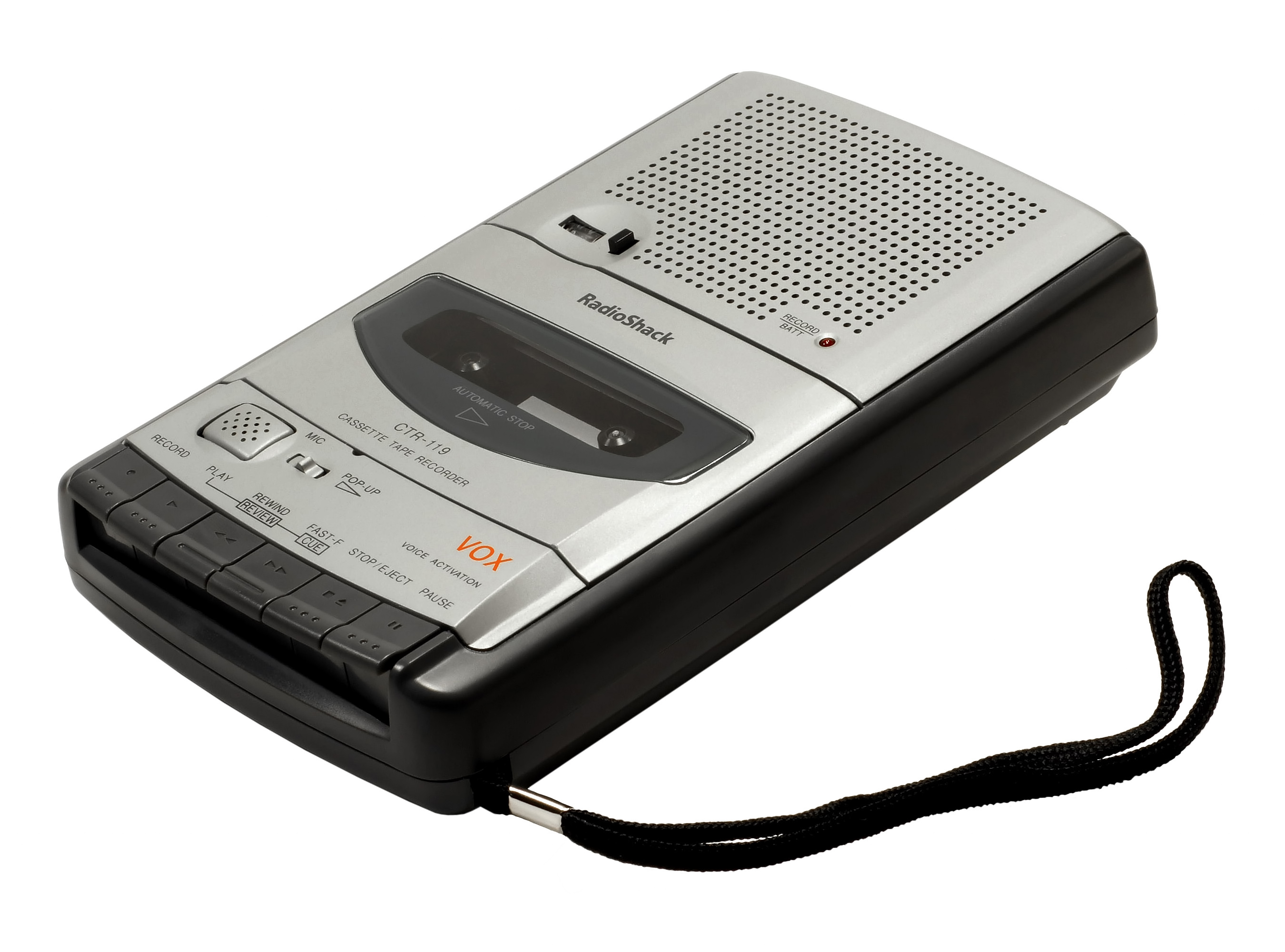
یک ضبط صوت قابل حمل از ریدیوشک

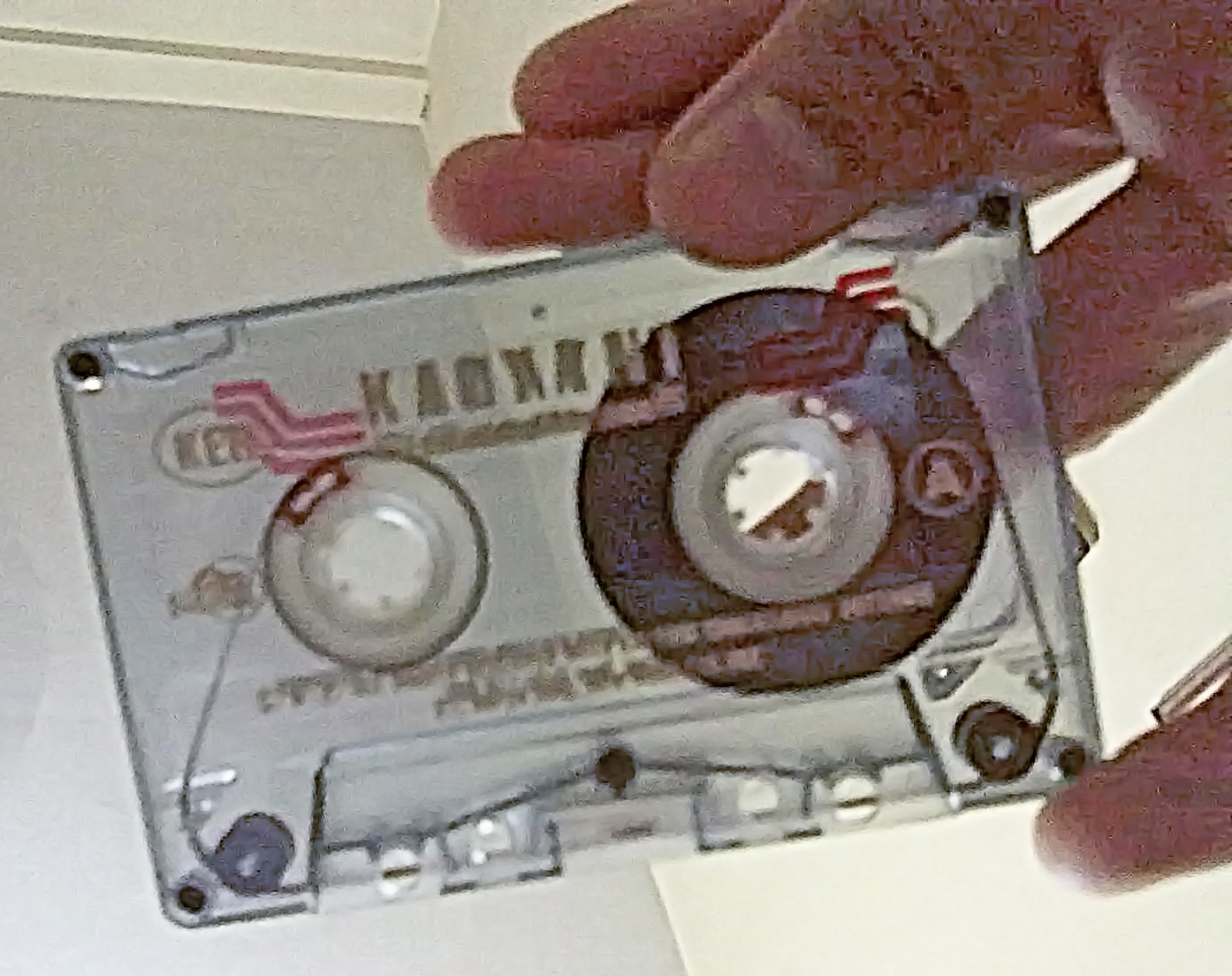
نوار ضبط صوت

ضبط صوت یا آواگیر وسیله‌ای است که نخست صدا را به علائم برقی تبدیل کرده، سپس علائم برقی را به صورت ذراتی روی نوار مغناطیسی به شکل پشت سر هم قرار می دهد. برای شنیدن صدایی که به این ترتیب ضبط شده‌است، نوار در ضبط صوت به گردش درآورده شده و ذراتی که مغناطیسی شده‌اند، بار دیگر همان علائم برقی را به دستگاه پس داده و دوباره به صدا تبدیل می‌شوند.